# Articerodes ohmomoi
Articerodes ohmomoi là một loài bọ cánh cứng được tìm thấy ở Thái Lan in 2008, với tên loài nhằm vinh danh tiến sỹ Sadahiro Ohmomo, người đã thu thập các mẫu vật. Articerodes ohmomoi được cho là có họ hàng gần với 2 loài ff]ợc phát hiện trong cùng đợt nghiên cứu này: Articerodes jariyae và Articerodes thailandicus.